# Retaliatory (banda)
Retaliatory é uma banda brasileira de thrash metal e death metal, formada em 1990 na cidade paraense de Belém (capital do Pará). Indicado no site na página online Whiplash como uma das dez grandes bandas do thrash e underground.
A banda já participou em festivais considerados renomados na região Norte/Nordeste do Brasil, como o ForCaos, realizado em Fortaleza (Ceará), tanto como banda de abertura ou como headline. Já tocou ao lado de bandas brasileiras como, Krisiun, Torture Squad, Violator e Korzus, além de bandas estrangeiras como Omen (EUA), Strikemaster (México), Iconoclasm (Bélgica), Hirax  (EUA), Destruction (Alemanha).
Dentre idas e vindas nessas mais de duas décadas de carreira, Espeto Alfaia sempre foi a "espinha dorsal" da banda comandando as "6 cordas", o único membro que está desde o início, primeira formação.

## Carreira

### O início
Desde o início, a banda tem seu trabalho ligado ao Metal oitentista e suas principais influências são as bandas: Slayer, Death, Kreator, Destruction, Sarcófago e Sepultura.
A formação original do grupo contava com Everaldo Nascimento (Vocal), Luciano Arakaty (Guitarra), Espeto Alfaia (Guitarra), Marcão (Baixo) e Lúcio Face Ball (Bateria).
O primeiro show ocorreu no dia 11 de novembro de 1990, no Teatro Waldemar Henrique.
Os primeiros registros do grupo foram as demos: "World in Coma" (1991), "Sicking in Pain" (1993) - gravada no Estúdio Edgar Proença da Rede Cultura do Pará - e "Marching to the Unknown" (1994), além de participar da compilação do zine Metal Warriors Magazine (SP). Com esse material o Retaliatory faz uma série de shows pelo Pará além de participar das três edições do maior festival de Rock do Norte do País nos anos 90: o Rock 24 horas.
Apesar da instabilidade na formação do grupo ter sido marcante durante um grande período em sua trajetória, o Retaliatory sempre se manteve em atividade e lançou a coletânea “Ancient Glorious Death” (2002) pelo selo Na Figueredo Records.

### Retaliatory Attack
Em 10 de Março de 2006 o grupo lança seu primeiro CD, pelo selo Kill Again Rec, intitulado de "Retaliatory Attack". Esse CD foi gravado no Studio Digital Master em Belém e produzido por André Mattos. Além disso, ele conta com a participação de Vanja Lobato da UNAMA FM na narração de introdução da música que dá título ao CD.
O line-up da banda contava com Gledson "Moita" (Vocal), Hugo Bucho Fight (Baixo), Espeto Alfaia (Guitarra) e Wagner Nugoli (Bateria).
Retaliatory Attack é exemplo do que são o Thrash Metal e o Death Metal em suas essências: não-conformismo, agressividade, velocidade e emoção. Na resenha do site Metal Zone o CD tirou nota 10)
A partir de 2010, a banda passou por uma grande reformulação no seu line up que se deu com a chegada de Lendl Oliveira (Baixo) e Eloy Barreto (Bateria) e o retorno de Luciano Arakaty (Guitarra) - que retorna a banda após 10 anos de ausência - completando o time com os veteranos Gledson "Moita" (Vocal) e Espeto Alfaia (Guitarra).
Em 2013, a banda lançou o EP Torture of Death com as mesmas características agressivas e furiosas que marcam seus mais de 20 anos de estrada. Sem modernismo e nem modas, apenas os autênticos Thrash Metal e Death Metal. Em 2014, a banda ganhou um novo integrante, Victor Nunes, que assumiu o lugar do Eloy Barreto na Bateria.

### Retaliatory Brazilian Tour 2015
Em Janeiro de 2015, ano em que completava 25 anos de estrada após seu primeiro registro. A banda presenteou seus fãs divulgando as datas de uma nova turnê, que iniciava ao Sul do Brasil e acabava no Nordeste do país. Passando por Santa Catarina, Paraná, São Paulo e Maranhão. Totalizando nove shows entre 23 de Janeiro á 14 de Fevereiro de 2015. 

### Dead World
Em Julho de 2015 a banda anunciou em sua pagina do Facebook que mais surpresas estavam por vim. Não somente a gravação de um novo single gravado no estúdio Vertigo, mas também a gravação de um vídeo clipe oficial produzido pela 3D lux Filmes.
Mais uma vez quem saiu ganhando foram os fãs, em pouco tempo do lançamento já contava com milhares de visualizações, acompanhado de vários elogios em relação à qualidade do vídeo e do áudio.

## Integrantes
- Luciano Arakaty (guitarra)
- Wagner Nugoli (bateria)
- Gledson "Moita" (vocal)
- Lendl Oliveira (baixo)
- Espeto Alfaia (guitarra)

### Ex-integrantes
- Mauricio Sanjad (bateria)
- André Formigosa (bateria)
- Everaldo Nascimento (vocal)
- Franklin Victor (baixo)
- Hugo Bucho Fight (baixo/guitarra)
- Lucio Face Ball (bateria)
- Marcão Karas (baixo)
- Alexandre Heitor (bateria)
- Eloy Barreto (bateria)
- Luis Sousa (baixo)
- Gil Luz (baixo)
- Victor Nunes (bateria)
- Monise Sousa (vocal)

## Discografia
- 1991 - World in Coma (Demo)
- 1993 - Sicking in Pain (Demo)
- 1994 - Marching to the Unknown (Demo)
- 2002 - Ancient Glorious Death (Coletânea)
- 2006 - Retaliatory Attack
- 2013 - Torture of Death (EP)
- 2015 - Dead World (Single)
- 2017 - Resident of Death Row (Single)